# Joaquim Xavier de Morais Sarmento
Der portugiesische Oberstleutnant (tenente-coronel) Joaquim Xavier de Morais Sarmento war von 1790 bis 1794 Gouverneur von Portugiesisch-Timor.
Sein Vorgänger Feliciano António Nogueira Lisboa (1788 bis 1790) verursachte im Streit mit dem Mönch Francisco Luis da Cunha beinahe einen Aufstand im gesamten Osten Timors, weswegen Lisboa vorzeitig abberufen wurde. Sarmento gelang es, die Lage wieder unter Kontrolle zu bringen.
In Sarmentos Amtszeit fällt der erfolglose Versuch des Topasse-Herrschers Pedro da Hornay, im Auftrag Portugals das mit den Niederlanden sympathisierende Reich Maubara zu erobern. Nach dem Scheitern des Angriffs wandte sich das Reich westlich von Dili nur stärker den Niederlanden zu und setzte symbolisch deren Flagge.